# Митрофанов, Георгий Николаевич
Гео́ргий (Ю́рий) Никола́евич Митрофа́нов (род. 19 марта 1958, Ленинград) — священник Русской православной церкви, митрофорный протоиерей; с сентября 1988 года преподаватель Санкт-Петербургской духовной академии (с 2005 года — профессор); церковный историк, публицист и кинокритик. Кандидат философских наук (2008). Доктор богословия (2013). Автор курсов по предметам «История Русской церкви», «История России».

## Биография
Родился 19 марта 1958 года в Ленинграде.
Сын капитана 1-го ранга. В 1973 году окончил школу № 206 в Ленинграде. В 1975 году поступил на исторический факультет Ленинградского государственного университета. В 1976—1978 годах проходил службу на Военно-морском флоте.
В 1982 году окончил исторический факультет ЛГУ, после чего до 1985 года работал младшим научным сотрудником отдела рукописей Государственной публичной библиотеки.
В 1985 году поступил в 3-й класс Ленинградской духовной семинарии. В 1985—1989 годы работал помощником заведующего библиотекой Ленинградской духовной академии и семинарии. В 1986 году окончил семинарию и поступил в Ленинградскую духовную академию.
7 апреля 1988 года в Николо-Богоявленском соборе рукоположён митрополитом Алексием (Ридигером) в сан диакона. 12 июля того же года в Павловском соборе Гатчины митрополитом Алексием (Ридигером) был рукоположён в сан священника.
В сентябре 1988 года начал преподавать историю Русской церкви в Санкт-Петербургской духовной семинарии. В 1990 году окончил Ленинградскую духовную академию со степенью кандидата богословия за сочинение: «Религиозная философия князя Е. Н. Трубецкого и её значение для православного богословия».
В июле — ноябре 1990 года — штатный священник Серафимовской церкви на Серафимовском кладбище. В апреле — июне 1991 года — священник Софийского собора Царского Села. В 1993 году награждён наперсным крестом.
27 декабря 1993 года решением Священного синода введён в состав Синодальной комиссии по канонизации святых Русской православной церкви. Участвовал в работе по подготовке материалов, на основании которых происходит причисление к лику святых новомучеников Русской православной церкви XX века. В 1990-х годах был членом комиссии по разработке «Основ социальной концепции Русской православной церкви».
6 января 1997 года в связи с 275-летием основания и 50-летием возрождения Санкт-Петербургских духовных школ удостоен сана протоиерея.
В 1999 году назначен настоятелем храма святых первоверховных апостолов Петра и Павла при Университете педагогического мастерства (Санкт-Петербургская академия постдипломного педагогического образования). В 2002 году награждён палицей.
31 марта 2004 года на заседании специализированного Учёного Совета Православного Свято-Тихоновского богословского института было принято единогласно решение диссертационного Ученого Совета присудить протоиерею Георгию Митрофанову ученую степень магистра богословия за труд «Духовно-исторический феномен коммунизма как предмет критического исследования в русской религиозно-философской мысли первой половины XX века». 4 апреля 2004 года Патриарх Московский и всея Руси Алексий II утвердил данное решение.
16 июня 2005 года утверждён Патриархом Алексием II в ученом звании профессора.
В апреле 2007 года к празднику Пасхи награждён крестом с украшениями.
26 июня 2008 года в Российской академии государственной службы (диссертационный совет Д 502.006.11) защитил диссертацию «Творчество Е. Н. Трубецкого как опыт философского обоснования религиозного мировоззрения» на соискание учёной степени кандидата философских наук (научный руководитель В. В. Шмидт; официальные оппоненты Д. Ю. Лескин и М. В. Силантьева). В декабре 2018 года диссертация вышла в виде монографии «Князь Евгений Николаевич Трубецкой — философ, богослов, христианин».
29 июня 2009 года включён в состав редакционного совета и редакционной коллегии по написанию учебника и методических материалов по учебному курсу «Основы православной культуры».
27 июля 2009 года решением Священного синода назначен членом Межсоборного присутствия Русской православной церкви.
В марте 2013 года не вошёл в состав Синодальной комиссии по канонизации святых.
4 сентября 2013 года по решению Церковного совета Русской православной церкви согласно ходатайству учебного комитета РПЦ за диссертацию на тему «Духовно-исторический феномен коммунизма как предмет критического исследования в русской религиозно-философской мысли первой половины XX века» удостоен степени доктора богословия. 9 октября 2014 года митрополит Варсонофий (Судаков) вручил диплом доктора богословия и докторский крест профессору протоиерею Георгию Митрофанову.
2 мая 2015 года за всенощным бдением в храме Святого Апостола и Евангелиста Иоанна Богослова ректором Духовной академии архиепископом Петергофским Амвросием награждён митрой.
Сын Андрей (род. 1983) — церковный историк, профессор Санкт-Петербургской духовной академии.

## Влияния
Георгий Митрофанов испытал влияние Антония Сурожского, когда тот выступал на Би-би-си. Среди «стилистически созвучных» себе отец Георгий называл также Александра Шмемана.

## Критика
Книга Митрофанова «Трагедия России. „Запретные“ темы истории XX века в церковной проповеди и публицистике» (2009), представляющая собой сборник его статей и проповедей в период с 1990 по 2000 год, вызвала широкий резонанс и полярные оценки. В книге критикуется коммунизм, а также проводится анализ положения дел в современной (на момент написания) России, в частности, по мнению автора, властями России предпринимаются безуспешные попытки совместить «подлинные идеалы 900-летней православной России с ложными „идолами“ 70-летнего богоборческого СССР».
Занимавший на тот момент должность старшего научного сотрудника СПбГУ Кирилл Александров отметил, что эта книга — «событие не только в жизни России и русского зарубежья, но и в жизни Церкви, поскольку в ней затронуты самые болезненные темы русского христианского сознания». Профессор СПбГУ Пётр Бухаркин заявил, что «отцу Георгию свойственны самостоятельность мышления и глубокая верность традициям. При всей её открытой политизированности книга подлинно церковна». Книгу поддержал также игумен Петр (Мещеринов), по его мнению: «Мы живем в другой стране, и само слово „Россия“ является не синонимом исторической России, а абсолютным антонимом».
Позицию Митрофанова поддержал Архиерейский синод Русской православной церкви заграницей, который, рассмотрев вопрос, постановил, что «на вопрос, был ли генерал А. А. Власов и его сподвижники предателями России, мы отвечаем — нет, нимало. Всё, что было ими предпринято — делалось именно для Отечества…».
С другой стороны, оппоненты Митрофанова ставили ему в вину прослеживающуюся в книге апологетику власовского движения. Оппонентам, называющим его «церковным власовцем», Митрофанов заявил: «Ну что ж, мне приятно становиться в таком случае в один ряд с литературным власовцем, книги которого, толком не читая, критиковали, — с Александром Исаевичем Солженицыным».

## Публикации
- Из истории Русской Православной Церкви XX в.: (К вопросу о взаимоотношениях Московской Патриархии и русской церковной эмиграции в период 1920—1927 гг.) // Христианское чтение. — М., 1991. — № 1. — С. 10—30; № 2. — С. 7—39. № 3. — С. 30—60; № 4. — С. 5—28; № 5. — С. 5—43.
- Духовное просвещение в Древней Руси: мировоззренческие основы и методологическое своеобразие // Традиции образования в Карелии: Материал респ. науч.-практ. конф., посвящ. 165-летию Олонецкой духовной семинарии. — Петрозаводск: Комиздат РК, 1995. — С. 48—51.
- Сотериологические воззрения Е. Н. Трубецкого в свете его личности // Начало. Журнал института богословия и философии. — 1996. — № 3/4. — С. 7—19.
- Русская Православная Церковь и советское государство во второй половине 1920-х гг. // Церковь и государство в русской православной и западной латинской традициях: материалы конференции 22-23 марта 1996 г., Санкт-Петербург / Ин-т философии в Ганновере; Русский Христианский гуманитарный ин-т (22-23 марта 1996 г. ; Санкт-Петербург). — СПб. : РХГИ, 1996. — С. 98-110.
- Православное учение о симфонии церковной и государственной власти // Православие и правоохранительная деятельность в России : материалы межвузовской научно-практической конференции (24 октября 1996 г., г. Санкт-Петербург) / под общ. ред. В. П. Сальникова и П. А. Сапронова. — СПб.: Санкт-Петербургская академия МВД России, 1997.
- Церковный геноцид в большевистской России: его истоки и их христианское осмысление // Богословие после Освенцима и ГУЛага и отношение к евреям и иудаизму в Православной Церкви большевистской России : материалы международной научной конференции 26-29 января 1997 г., Санкт-Петербург, Россия / сост. Н. Печерская. — СПб. : Высшая религиозно-философская школа, 1997. — С. 114—126.
- Религиозно-философские воззрения К. Н. Леонтьева и их значение для русской религиозной культуры // Богословская конференция Православного Свято-Тихоновского Богословского Института. Материалы. — М., 1997. — С. 26—29.
  - Религиозно-философские воззрения К. Н. Леонтьева и их значение для русской церковной культуры // Начало: журнал института богословия и философии. 1997. — Т. 5. — С. 74—82.
  - Религиозно-философские воззрения К. Н. Леонтьева и их значение для русской церковной культуры // Достоевский и современность: материалы XIV Международных Старорусских чтений 1999 года. — Старая Русса: Изд-во Новгородского государственного объединённого музея-заповедника, 1999. — С. 71—80.
- Церковно-просветительская деятельность в Санкт-Петербургской епархии с точки зрения возможностей её взаимодействия с деятельностью светских учебных заведений Санкт-Петербурга // Христианское чтение. 1997. — № 14. — С. 69-73.
- Программы полового воспитания школьников и традиция православного воспитания // Сборник докладов VI Международных Рождественских Чтений. — М., 1998. — С. 159—164.
- Двухвековой исторический путь Санкт-Петербургской духовной академии в стенах Александро-Невской лавры: [Докл. на конф., посвящ. 200-летию Александро-Невской лавры. Дек. 1997 г.] // Христианское чтение. — М., 1998. — № 16. — С. 29—41.
- Непрочитанные страницы новейшей российской истории в средней школе // Сборник пленарных докладов VII Международных Рождественских образовательных чтений. — М., 1999. — С. 148—160.
- Христианства нет без Церкви, но есть ли Церковь без монархии? // Исторический вестник. 2000. — Вып. 7 (11). — C. 44-52.
- Литургическая и просветительская традиции в Древней Руси // Славянский альманах. 1999. — М., 2000. — С. 17—24.
- Монархическая идея в мировоззрении современного православного христианина // Православное богословие на пороге третьего тысячелетия (Москва, 7-9 февраля 2000 г). Материалы конференции. — М., 2000. — С. 409—423.
- Церковный геноцид в большевистской России // Православный летописец Санкт-Петербурга. 2000. — № 2. — С. 25—33.
- Духовно-нравственное значение Белого движения // Белая Россия: Опыт исторической ретроспекции: Материалы международной научной конференции в Севастополе. — СПб., М., 2002. — С. 8—17.
  - Духовно-нравственное значение белого движения // Гражданинъ. 2003. — № 1. — С. 96—100.
- Марксизм как ветхозаветный хилиазм // Посев : журнал. — 2002. — № 2. — С. 19—24.
- Антон Владимирович Карташев — русский богослов и церковный историк, государственный и общественный деятель // Посев, 2002. — № 10. — C. 30—37; № 11. — С. 38—42.
- «Духовная правда» Великого Инквизитора и митрополит Сергий (Страгородский) // Достоевский и современность. Материалы XVI Международных «Старорусских Чтений» 2001 г. — Новгород, Старая Русса, 2002. — С. 247—258.
- Две войны // Гражданинъ. 2003. — № 1. — С. 102—103.
- Пастыри и пасомые под игом коммунизма // Гражданинъ. 2003. — № 5. — С. 63-69.
- Теоретический соблазн или мировоззренческая мутация коммунистической идеологии // Посев. 2003. — № 6 (1509) — С. 33—36; № 7 (1510). — C. 25—30.
- И. А. Ильин и его критика духовно-исторического феномена коммунизма // Ильинские чтения. Санкт-Петербург 1 ноября 2004 г., Сборник материалов. — СПб., 2004.
- Русская Православная Церковь XX в. — Церковь новомучеников и исповедников // Славянский альманах 2003. — М.: Индрик, 2004. — С. 295—303.
- Русская Православная Церковь в России и Зарубежье — начало диалога // Посев. 2004. — № 2. — С. 21—24.
- Русские религиозные философы о духовно-религиозных последствиях коммунизма в России // Ежегодная богословская конференция Православного Свято-Тихоновского Богословского Института : Материалы 2004 г / гл. ред. В. Н. Воробьёв, прот. — М. : ПСТГУ, 2005. — 691 с. — С. 66—78.
- Коллаборационизм или церковное возрождение? // Церковный вестник. 2005. — № 3 (304). — С. 34-37.
- В пленении и скорби. Русская Православная Церковь и советские военнопленные в 1941—1945 годы // Санкт-Петербургский церковный вестник. 2005. — № 5 (65).
- Идеология евразийства в контексте русской религиозно-философской традиции // Наука и вера. Вып. 7. Материалы международной научной конференции «Наука, идеология, религия», 30 марта — 2 апреля 2005 г., Санкт-Петербург. — СПб. : Изд-во ВРФШ, 2005.
- Мы слишком много потеряли в двадцатом веке, чтобы продолжать оставаться в разделении сейчас // Мы в России и Зарубежье. 2007. — Специальный выпуск. — С. 18—21.
- Русская Православная Церковь и II мировая война: Церковное возрождение в контексте военного конфликта двух тоталитарных режимов // Посев. 2005. — № 9 (1536). — С. 18—21.
- 10-летию служения Высокопреосвященнейшего митрополита Владимира на Санкт-Петербургской митрополичьей кафедре // Христианское чтение. 2005. — № 25. — С. 12—25.
- Погребение совершилось. Произойдет ли примирение? // Церковный вестник. — № 20 (321). — октябрь 2005.
- Наше церковное сознание перестало быть историчным // Кифа. 2005. — № 11 (37). — С. 7.
- Русская Православная Церковь и советские военнопленные в 1941—1945 гг // За други своя: Русская Православная Церковь и Великая Отечественная война. Материалы церковно-общественной конференции. 24 марта 2005 г. — М., 2005.
  - Русская Православная Церковь и советские военнопленные в 1941—1945 годы // София. — 2005. — № 2. — С. 7—10.
- Историческое беспамятство в траурных одеждах // Церковный вестник. — № 19 (344). — октябрь 2006.
- Религиозно-мировоззренческие истоки коммунизма в оценках русских религиозных философов // Империя и религия. Материалы Всероссийской конференции к 100-летию Петербургских религиозно-философских собраний 1901—1903 гг. 2006. — С. 242—252.
- Проблемы преподавания исторических дисциплин на рубеже ХХI века // Пути развития русской богословской школы в XXI веке: проблемы и перспективы : материалы международной богословской конференции. Смоленск, 15-16 октября 2005 года. — Смоленск, 2006.
- Русская Православная церковь в России и за рубежом: диалог в контексте современных проблем России // Религия в современной системе международных отношений. Материалы международной научно практической конференции. Санкт-Петербург, 30 сентября 2005 г. — СПб: Издательство Санкт-Петербургского университета, 2006. — С. 55—60.
- И. А. Ильин о коммунистическом периоде русской истории // Посев. 2006. — № 3. — С. 22—26.
- Канонизация Собора Новомучеников и Исповедников Российских в контексте изучения деятельности митрополита Сергия (Страгородского) в конце 1920—1930-х гг. // Церковь и государственная власть России в XX в. Пятые Арсеньевские чтения / Сост. Н. Н. Жервэ, Я. А. Страхова. — Великий Новгород, 2006.
- Проблемы современной церковной жизни в контексте канонизации святых // Церковные суеверия. Материалы миссионерской конференции. 18 мая 2006 г. — СПб.: Изд. Миссионерского отдела Санкт-Петербургской епархии, 2006.
- Софиология Е. Н. Трубецкого в контексте софиологической традиции русской религиозной философии // София: издание Новгородской епархии. 2006. — № 3. — С. 8—11.
  - Софиология Е. Н. Трубецкого в контексте софиологической традиции русской религиозной философии // Вестник Ленинградского государственного университета имени А. С. Пушкина. № 3 (6) серия философия. — СПб., 2008.
- Новомученики и их значение в истории Русской Православной Церкви XX века // Мученичество и святость в XX веке: материалы II Международных Патристических чтений (25-26 января 2007 года) / [отв. ред. И. И. Евлампиев]. — Санкт-Петербург: Изд-во СПбГУ, 2007. — С. 16—26.
- Он изменил ход истории // Церковный вестник. — № 9 (358). — май 2007.
- Священномученик протоиерей Философ Орнатский — выпускник Санкт-Петербургской духовной академии // Христианское чтение. 2007. — № 28. — С. 38—49.
- Монументальное изваяние исторического конформизма // Церковный вестник. — № 24 (373) декабрь 2007
- Священноисповедник Агафангел — благовестник христианской свободы // Церковный вестник. — № 17 (390) — сентябрь 2008.
- Брак в России: выводы из непростой истории // Фома. 2008. — № 11. — С. 22—23.
- Послания св. Патриарха Тихона: от церковно-исторического обличения к церковно-политическому компромиссу // Церковный вестник. — октябрь 2008. — № 19 (392).
- Почему восстановление единства русской церковной жизни необходимо для современной России // Трибуна русской мысли. 2009. — № 11. — С. 50—51.
- История канонизации Царственных страстотерпцев // Прославление и почитание святых: XVII Международные Рождественские образовательные чтения, материалы конференции, Москва, 17 февраля 2009 г. — М., 2009. — С. 26—32.
- Анализ евразийства в трудах русских философов «Серебряного века» // Христианское чтение. 2010. — № 1 (32). — С. 76-87.
- Антон Владимирович Карташев // Преподобный Сергий в Париже. История Парижского Свято-Сергиевского Православного богословского Института. — СПб: «Росток» 2010. — C. 323—335.
- Памяти Бориса Ельцина // Звезда. 2010. — № 4. — С. 150—157.
- Коммунизм — научно-мировоззренческая химера или лжерелигиозная утопия // XXI Ежегодная богословская конференция Православного Свято-Тихоновского гуманитарного университета. Материалы. — Т. 1. — М. ПСТГУ. 2011. — С. 267—270.
- Некоторые страницы эпистолярного наследия митрополитов Сергия (Страгородского) и Сергия (Воскресенского) периода второй мировой войны: государственно-политическая ложь и церковно-историческая правда // XXI Ежегодная богословская конференция Православного Свято-Тихоновского гуманитарного университета. Материалы. — Т. 1. — М. ПСТГУ. 2011. — С. 316—323.
- Теоретический соблазн русской философии: Евразийство — мировоззренческая мутация коммунистической идеологии // Посев. 2014. — № 2 (1637). — С. 9—17.
- О духовно-нравственном состоянии русского общества на рубеже XIX—XX веков // Посев. 2014. — № 12 (1647). — С. 23—29.
- «Три разговора» В. С. Соловьева — антитолстовский манифест или эсхатологическое прозрение // Petra Philologica. Литературная культура России XVIII века. Выпуск 6. — СПб., 2015. — С. 573—582.
- Мы слишком переоценили значение храмовых зданий в церковной жизни // Историческая экспертиза. — 2015. — № 4. — С. 194—200.
- Творчество Е. Н. Трубецкого в контексте его произведений как последний манифест классического философского идеализма в русской религиозно-философской традиции // Христианское чтение. 2016. — № 5. — С. 87—100.
- Русские без России. Полемика протопресвитера Александра Шмемана и писателя Александра Солженицына // Дары. Альманах современной христианской культуры. 2017. — С. 92—103.
- Ментальность русского народа в культурно-цивилизационном пространстве России XX века: от оцерковленного традиционализма к квазирелигиозному модернизму // Христианское чтение. 2017. — 3 (74). — С. 149—158.
- Иоанн Кочуров: миссионер и первомученик // Журнал Московской патриархии. 2017. — № 11 (912). — С. 60—69.
- Мы являемся потомками далеко не лучших представителей нашего народа — вот настоящая трагедия России XX века // 1917: Моя жизнь после: Семейные истории к 100-летию революции: Сборник воспоминаний: в 5 кн. Книга IV / Медиапроект «Стол»; ред.: А. А. Васенёв, В. Н. Тихомиров; авт. предисл. С. Ю. Рудакова. — М. : Культурно-просветительский фонд «Преображение», 2017. — 72 с. — С. 13—22.
- Религиозно-философское творчество Е. Н. Трубецкого как предмет исследования в российской историко-философской литературе XX века // Христианское чтение. — 2018. — № 3. — С. 172—182. — doi:10.24411/1814-5574-2018-10065.
- О двоеверии, двоедушии и праве на бесчестье // «В ком сердце есть — тот должен слышать время…»: Русская катастрофа XX века и перспективы преодоления её последствий. Выпуск 3 / отв. ред. Ю. В. Балакшина, сост. И. М. Корпусов, сост., худож. ред. Т. Е. Авилова. — М. : [б. и.], 2018. — 160 с. — С. 55-63.
- Поместный Собор 1917—1918 гг. как уникальный опыт институциализации соборного начала в русской церковной жизни // FOLIA PETROPOLITANA. 2019. — № 2. — С. 229—242.
- Пётр Великий как суровый провозвестник христианского гуманизма в русской церковной жизни // Христианское чтение. — 2022. — № 4. — С. 12—25.

- La posizione della Chiesa e i suoi tentative di resistenza // L’Altro Novecento La Russia nella storia del ventesimo secolo. Seriate 16-17 ottobre, 13-14 novembre 1999. — Bergamo. 1999.
- Kirill Smirnov: la «semplice dignita`» di un pastore // La Nuova Europa. Rivista internazionale di cultura. № 2, Marzo 2000.
- Lo «Starec» Amvrosij (1812—1891) // Optina Pustyn’ e la paternita spirituale. Edizioni Qiqajon. Communita di Bose. 2003.
- Stalin e la Chiesa: paradosso e miracolo // La Nuova Europa. Rivista internazionale di cultura. № 4, Luglio 2005.
- Una verita molto amara… // La Nuova Europa. Rivista internazionale di cultura. № 2, Marzo 2007.
- Radici religiose del comunismo russo // La Nuova Europa. Rivista internazionale di cultura. № 3, Maggio 2008.
- La condizione spirituale della Russia postcomunista vista attraverso i filosofi religiosi del primo 900 // La Nuova Europa. Rivista internazionale di cultura. № 1, Genniano-Febraio 2009.
- Historia i kanonizacja novych męczenników oraz wyznawców rosyjskiego Kościoła prawosśławnego // Jesus Chrystus w Rosji, wczoraj i dziś. Redakcja Stanisław Celestyn Napiórkowski OFMConv. — Lublin: Wydawnictwo KUL, 2015. — P. 349—366.

- Русская Православная Церковь в России и в эмиграции в 1920-е годы. К вопросу о взаимоотношениях Московской Патриархии и русской церковной эмиграции в период 1920—1927 гг. — СПб.: Ноах, 1995. — 350 с. — ISBN 5-7443-0006-6
- История Русской Православной Церкви. 1900—1927. — М.: Сатисъ, 2002. — 550 с. — ISBN 5-7373-0262-8
- Россия XX века — «Восток Ксеркса» или Восток Христа: научно-популярная литература. — Ростов н/Д.: Троицкое Слово, 2004. — 317 с. — 5000 экз. — ISBN 5-222-04462-9.
- Проповеди. — М.: Изд-во Крутицкого подворья, 2008. — 288 с. — 1500 экз.
- Трагедия России: «запретные» темы истории XX века в церковной проповеди и публицистике. — СПб.: Моби Дик, 2009. — 242 с. — 7000 экз. — ISBN 978-5-86983-053-1.
- Русская Православная Церковь на историческом перепутье XX века. — М.: Арефта. Лепта, 2011. — ISBN 978-5-91963-002-9 (Арефа).
- Проповеди 2010—2017. — М.: Общество любителей церковной истории, 2017. — 576 с. — 1500 экз.
- Мы только носим имя, что живы, а на самом деле уже мертвы…. — М.: Содружество "Артос"; Общество любителей церковной истории, 2018. — 232 с. — 1500 экз. — ISBN 978-5-6041171-0-1.
- Князь Евгений Николаевич Трубецкой — философ, богослов, христианин. — СПб.: Изд-во Санкт-Петербургской духовной академии, 2018. — 136 с. — ISBN 978-5-906627-59-9.
- Очерки по истории Русской Православной Церкви XX века. Церковь в гонении. Церковь в пленении. — М.: Практика, 2020. — 528 с. — ISBN 978-5-89816-177-4.
- О церкви и России. Проповеди, интервью, размышления. — М.: Издательство «Гранат», 2021. — 528 с. — ISBN 978-5-906456-49-6.

- Бессудно и бесчинно убиенный: Станет ли Павел I святым? // Родина. 2001. — № 7. — С. 17—19.
- Беседа о кино с протоиереем Георгием Митрофановым // сайту Дмитрий Фролов, декабрь 2002.
- Нас объединят Новомученики. // Православие.ру, 13 декабря 2003
- Влияние финансовых и политических кругов мира запада на революцию в России 1917 года // Россия в красах, 15 мая 2004
- Интервью порталу «Россия в красках» в Иерусалиме: Церковное предание и мифотворчество // Россия в красах, 13 июня 2004
- Активизирует ли сближение РПЦ и РПЦЗ фундаменталистов в России? : Интервью // Миссия : альманах / ред., сост. О. Полюнов. — Саратов : Библейско-богословский просветительский центр, 2005. — 217 с. — С. 146—154
- Протоиерей Георгий Митрофанов: «Если христиане не придут в политику, их место в ней займут безбожники» // religare.ru, 31 января 2006
- Опыт существования Русской церкви вне России подошел к концу // interfax-religion.ru, 9 мая 2006.
- Протоиерей Георгий Митрофанов. Ответы на вопросы // sestry.ru, 17.08.2006
- Мы должны понять, кем мы ощущаем себя: продолжателями девятисотлетней истории России или продолжателями семидесятилетней истории страны, отказавшейся от своего прошлого // «Православная газета Екатеринбург», 2006. — № 44 (413) от 22 ноября 2006
- Булгаковский мастер в мастерской Владимира Бортко. Обсуждение романа Михаила Булгакова и нового фильма Владимира Бортко «Мастер и Маргарита» / Г. Митрофанов, П. Е. Бухаркин, А. Сорокин // Санкт-Петербургский церковный вестник. 2006. — № 1-2 (73-74). — С. 34-39
- Браки не начинаются с любви, они любовью завершаются Беседа прот. Георгия Митрофанова и матушки Марины на радио «град Петров» // pravmir.ru, 13 марта 2007
- Интервью порталу «Россия в красках» в Иерусалиме: Христианство в мировом кинематографе. Июнь 2007 г.
- Сохранение закрытости нашей духовной школы представляется неполезным // Ежедневный журнал, 26 июля 2007.
- Интервью газете «Кифа»: Страна нераскаянных Каинов вряд ли может войти в Царство Небесное // gazetakifa.ru, 30 декабря 2009
- Протоиерей Георгий Митрофанов: Он был лучше своей репутации // spbda.ru, 2 ноября 2010
- Прот. Георгий Митрофанов. Жизнеописание митрополита Антония (Вадковского) // spbda.ru, 16 ноября 2010
- Интервью порталу «Россия в красках» в Иерусалиме: Мы до сих пор не осознали того поражения, которое мы потерпели. // ricolor.org, 16 июня 2010
- Интервью с протоиереем Георгием Митрофановым на передаче у Александра Архангельского: Церковь — дом Христов или комбинат ритуальных услуг? 2009 г. // РИА Новости, 25 октября 2011
- Наш народ попытался совершить самоубийство… // сайт фонда «Возвращение», 8 ноября 2011
  - «Наш народ попытался совершить самоубийство» // Православие и мир, 9 ноября 2011
- «Страна нераскаянных Каинов вряд ли сможет войти в Царство Небесное» : Интервью с членом Синодальной комиссии по канонизации / прот. Г. Митрофанов ; Беседовали Ю. Балакшина и А. Наконечная // Люди Церкви: Приложение к газете «Кифа»: Дайджест статей газеты «Кифа» 2007—2012 гг. — М. : Преображенское содружество малых православных братств: Культурно-просветительский центр «Преображение», 2012. — 81 с. — С. 25-33.
- Интервью журналу «Нескучный сад»: Я хочу, по крайней мере, быть честным // nsad.ru, 29 августа 2012.
- Православной церкви пора выносить сор из избы // Фонтанка.ру, 4 сентября 2012
- Священнику стыдно жить лучше его прихожан // «Новые известия», 11 сентября 2012
- Интервью порталу «Daily Talking». Подлинное христианство аристократично // dailytalking.ru, 28 сентября 2012
- «Большевики убивали переименованиями…» // Православие и мир, 16 октября 2012
- Без знания истории невозможно трезво воспринимать церковное настоящее // Журнал Московской патриархии. 2013. — № 8. — С. 71—76.
- Мы живем в эпоху имитаций. Интервью // Отечественные записки. — 2013. — № 1 (52). — С. 204—216.
- Маргиналы объединились с маргиналами: К восьмой годовщине восстановления общения внутри Русской Православной Церкви // rocorstudies.org, 30 января 2015
- «Мы упустили созидание нашей Церкви» // Православие и мир, 7 февраля 2017
- Протоиерей Георгий Митрофанов: Выгоревшие священники вызывают во мне уважение // Православие и мир, 28 августа 2017
- «Если я тебя придумала, будь таким, как я хочу» // Православие и мир, 13 июня 2018
- Протоиерей Георгий Митрофанов: «Дело не в ковиде, масках и ложках, а в кризисе церковного сознания» // Православие и мир, 26 декабря 2020
- Георгий Митрофанов: «Никаких оптимистичных перспектив для нас я не только не вижу, но и не предчувствую» // newprospect.ru, 2 марта 2022

- Сбудутся ли в скором будущем чаяния отцов-основателей Русской Православной Церкви Заграницей? // Православие.ru, 5 апреля 2006
- Неистовые ревнители церковного разделения или нечаянные продолжатели чекистского раскалывания Русской Православной Церкви // Православие.ru, 11 апреля 2006
- О канонизации святых. Беседа с протоиереем Георгием Митрофановым // sestry.ru, 1 августа 2006
- Выступление Протоиерея Георгия Митрофанова, профессора Санкт-Петербургской Духовной Академии, члена Синодальной комиссии по канонизации святых // cdrm.ru, 26 апреля 2007
- Идеал и историческая реальность в семейной жизни русской православной Церкви // Православие и мир, 14 июня 2007
- История канонизации Царственных страстотерпцев // Православие и мир, 9 марта 2009
- Протоиерей Георгий Митрофанов: Жаль, что нет графы «против всех» // Православие и мир, 1 декабря 2011
- Протоиерей Георгий Митрофанов: Мы видим окончательную дискредитацию идеи выборной власти // Православие и мир, 5 декабря 2011
- Прот. Георгий Митрофанов: Главные схватки происходят не на площадях // Православие и мир, 8 декабря 2011
- Протоиерей Георгий Митрофанов: Цена свободы // Православие и мир, 27 января 2012
- Путь свободы // Православие и мир, 26 июля 2012
- «Православной церкви пора выносить сор из избы» // Православие и мир, 6 сентября 2012
- «Священнику стыдно жить лучше его прихожан» // Православие и мир, 13 сентября 2012
- Люди разуверились в государстве и надеются на Церковь // Православие и мир, 16 октября 2012
- Протоиерей Георгий Митрофанов. Канонизация новомучеников и исповедников российских в Русской Православной Церкви // Православие и мир, 14 ноября 2012
- Рождество в нашей скорбной жизни // Православие и мир, 1 января 2014
- Патриарх Тихон и Церковь в XX веке. Лекция протоиерея Георгия Митрофанова // Православие и мир, 7 апреля 2015
- История Церкви XX века сквозь призму личности Патриарха Тихона. Вторая лекция // Православие и мир, 8 апреля 2015
- Протоиерей Георгий Митрофанов: не ищите в кино правды о святых // Православие и мир, 10 февраля 2017
- Протоиерей Георгий Митрофанов: Убери сейчас Ленина с Красной площади — ничего не изменится // Православие и мир, 15 марта 2017
- Протоиерей Георгий Митрофанов: Приплетать волю Божию к убийству человека — кощунство! // Православие и мир, 24 марта 2017
- «Я испугался, что один всего этого не выдержу» // Православие и мир, 13 апреля 2017
- Протоиерей Георгий Митрофанов о «Матильде» // Православие и мир, 04 сентября 2017
- Протоиерей Георгий Митрофанов: 1917 — короткий год «свободной Церкви» // Православие и мир, 3 ноября 2017
- Это христианский подход к войне — священники о выступлении в бундестаге // Православие и мир, 22 ноября 2017
- Протоиерей Георгий Митрофанов: Не шоу «православных моржей» // Православие и мир, 19 января 2018
- Обвинять в сексуальных скандалах женщин — это значит выгораживать мужчин // Православие и мир, 23 марта 2018
- А где Христос? Христа нет. Главное — что бы такого освятить // Православие и мир, 5 апреля 2018
- Когда притупляется ощущение войны как несчастья и греха, она может случиться // Православие и мир, 11 апреля 2018
- Протоиерей Георгий Митрофанов. Церковный геноцид в большевистской России: его истоки и их христианское осмысление // spbda.ru, 13 марта 2018
- Протоиерей Георгий Митрофанов: 1 Мая — иллюзия другой жизни // Православие и мир, 1 мая 2018
- «На подводной лодочке» в Исаакиевском соборе. В этой песне нет ничего, кроме примитивного идиотизма // Православие и мир, 26 февраля 2019
- «Обидели человека — отложим до Прощеного воскресенья». Почему мы просим прощения, а лучше не становимся // Православие и мир, 9 марта 2019
- Праздник одиночества Бога. А вовсе не освящения верб // Православие и мир, 19 апреля 2019
- Почему мы хотим повторить войну? Протоиерей Георгий Митрофанов — об историческом беспамятстве // Православие и мир, 8 мая 2019
- Что будут чувствовать родители, если выберут для ребёнка жизнь в страданиях? Но какое право у них должно быть // Православие и мир, 22 мая 2019
- Правда о нас, сказанная не нами. Сериал «Чернобыль»: нет ничего хуже, чем героизация страдания // Православие и мир, 11 июня 2019
- «Крик души о беспамятстве поколения». Протоиерей Георгий Митрофанов — о том, почему надо смотреть фильм «Француз» // Православие и мир, 22 ноября 2019
- Какую Церковь мы сегодня выбираем. Протоиерей Георгий Митрофанов — о голосе и даре митрополита Антония Сурожского // Православие и мир, 25 декабря 2019
- Церковь не будет освящать оружие — протоиерей Георгий Митрофанов объясняет почему // Православие и мир, 6 февраля 2020
- Почитания новомучеников в России не сложилось. А мы гордимся тем, чего надо стыдиться // Православие и мир, 7 февраля 2020
- От чего происходит наше веселие — от того ли, что Христос воскрес // Православие и мир, 5 мая 2021
- Юбилей Академии. Протоиерей Георгий Митрофанов. «Традиция возрождалась, преемство было, но всё это было несопоставимо с задачами, стоявшими перед Академией» // spbda.ru, 18 ноября 2021

## Награды
- Медаль святителя Иннокентия, митрополита Московского (Русская православная церковь, 2000)
- Серебряная медаль Святого Первоверховного Апостола Петра (Санкт-Петербургская епархия Русской православной церкви, 2006)[21]
- Медаль Святого Апостола и Евангелиста Иоанна Богослова III степени (9 октября 2015 года, Санкт-Петербургская духовная академия)[22]
- Орден святителя Макария, митрополита Московского III степени (21 мая 2018 года, Русская православная церковь)[23].
- Медаль святого апостола и евангелиста Иоанна Богослова II степени (28 июня 2018 года, Санкт-Петербургская духовная академия)[24]
- Юбилейная медаль «50 лет автономии Японской Православной Церкви. 1970—2020» (1 сентября 2020 года).